# Parapsyllus australiacus
Parapsyllus australiacus är en loppart som beskrevs av Rothschild 1909. Parapsyllus australiacus ingår i släktet Parapsyllus och familjen Rhopalopsyllidae. Inga underarter finns listade i Catalogue of Life.